# Peprilus ovatus
Peprilus ovatus är en fiskart som beskrevs av Horn, 1970. Peprilus ovatus ingår i släktet Peprilus och familjen Stromateidae. Inga underarter finns listade i Catalogue of Life.